# Nova América
Nova América este un oraș în Goiás (GO), Brazilia.